# Castor Rock (Mackellar-Inseln)
Der Castor Rock (englisch) ist ein Klippenfelsen vor der Georg-V.-Küste im Australischen Antarktis-Territorium. Er gehört zu den Mackellar-Inseln in der Commonwealth-Bucht und liegt östlich des Kap Denison.
Teilnehmer der Australasiatischen Antarktisexpedition (1911–1914) unter der Leitung des australischen Polarforschers Douglas Mawson entdeckten ihn. Benannt ist er nach einem der Schlittenhunde der Forschungsreise. Dessen Namensgeber wiederum ist die eine Hälfte des Brüderpaars Kastor und Pollux aus der griechischen Mythologie.